# هوندسروغ
هوندسروغ (بالإنجليزية: Hundsrügg)‏ هو أحد جبال سلسلة جبال الألب البرنية ويقع في كانتون برن في سويسرا. يحتل المرتبة رقم 375 في قائمة جبال سويسرا من حيث الارتفاع، إذ يبلغ ارتفاعه حوالي 2047 متر، بينما يبلغ ارتفاع نتوء الجبل 414 متر.